# Norbert Wendelin Mtega
Norbert Wendelin Mtega (* 17. August 1945 in Kinyika, Tansania) ist ein tansanischer Geistlicher und emeritierter römisch-katholischer Erzbischof von Songea.

## Leben
Norbert Wendelin Mtega empfing am 14. November 1973 das Sakrament der Priesterweihe für das Bistum Njombe.
Am 28. Oktober 1985 ernannte ihn Papst Johannes Paul II. zum Bischof von Iringa. Der Papst persönlich spendete ihm am 6. Januar 1986 im Petersdom die Bischofsweihe; Mitkonsekratoren waren Kardinalstaatssekretär Agostino Casaroli, und der Präfekt der Kongregation für die Bischöfe, Bernardin Kardinal Gantin.
Am 6. Juli 1992 ernannte ihn Johannes Paul II. zum Erzbischof von Songea. Am 15. Mai 2013 nahm Papst Franziskus sein vorzeitig eingereichtes Rücktrittsgesuch an.